# اندنوت
اندنوت (به انگلیسی: EndNote) یک نرم‌افزار مدیریت منابع جهت ذخیره‌سازی، مرتب‌سازی و استناددهی در روند پژوهش مورد استفاده قرار می‌گیرد. این برنامه امکان جستجوی مقالات در پایگاه‌ها و ذخیره کردن اطلاعات مورد نیاز آن‌ها را فراهم می‌کند. با این برنامه می‌توان منابعی را که برای نوشتن پروپوزال تحقیقاتی، «پایان‌نامه»، «مقاله»، «کتاب» و هر نوشته تحقیقاتی دیگر مورد استفاده قرار گرفته است، مدیریت و آن‌ها را در یک فرمت نوشتاری استاندارد ذخیره نمود. اندنوت دارای فرمت مجلات مختلف است، بنابراین با کمک آن می‌توان فهرست منابع مقاله خود را مطابق آن مجله به‌طور خودکار و سریع ایجاد یا تغییر داد. رقیبان اصلی نرم‌افزار اندنوت، مندلی و زوترو هستند. برخلاف مندلی و زوترو، اندنوت نه رایگان است و نه مدل فریمیوم ارائه می‌دهد.

## قابلیت‌ها
- انجام کامل‌ترین بررسی منابع (Literature Review) را برای پروپوزال تحقیقاتی، پایان‌نامه، مقاله، و کتاب
- انجام بهترین طبقه‌بندی برای دسترسی به منابع و مطالعهٔ آن‌ها
- جستجوی آسان منابع پژوهشی مورد استفاده
- پیدا کردن متن کامل (Full Text) مقالات
- نوشتن یا ویرایش منابع پروپوزال تحقیقاتی، پایان‌نامه، مقاله و کتاب با دقت و سرعت بالا
- وارد کردن منبع به متن پروپوزال تحقیقاتی، پایان‌نامه، مقاله و کتاب و همچنین اضافه شدن خودکار آن به فهرست منابع در انتهای فصل یا انتهای سند با یک کلیک
- تغییر فرمت منابع مقاله بر اساس مجلات مختلف با یک کلیک
- طبقه‌بندی اشکال، جداول و سایر فایل‌ها
- جستجو آنلاین منابع
- وارد کردن اطلاعات منابع تنها از طریق وارد کردن فایل PDF مقالات (فایلهای DOI دار).[۱][۲][۳]

## نسخه‌های اندنوت
- نسخهٔ رومیزی (EndNote Desktop): نسخه‌ای از اندنوت است که می‌توانید روی رایانه خود نصب نموده و از آن استفاده نمایید.[۱]
- نسخهٔ تحت وب (EndNote Web): نسخهٔ تحت وب این برنامه با عنوان EndNote Web از طریق پایگاه اطلاعاتی ISI به صورت رایگان در دسترس کاربران قرار گرفته است. مهم‌ترین قابلیت این نسخه این است که شما در هر کجا که باشید بدون نیاز به ابزارهای ذخیره‌ای که کتابخانه خود را در آن ذخیره کرده‌اید، به راحتی با اتصال به اینترنت به کتابخانه خود دسترسی داشته باشید، از منابع آن استفاده نمایید و منابع جدید اضافه کنید. به راحتی می‌توان داده‌های هر دو کتابخانه را به اشتراک گذاشت و منابع را به همدیگر منتقل کرد.[۱]
- اندنوت برای Windows Mobile و Pocket PC: نسخه ساده شده اندنوت رومیزی برای ویندوزهای گوشی‌های تلفن همراه و کامپیوترهای جیبی است. پس از نصب هر نسخه اندنوت بر روی رایانه‌تان، با دنبال کردن مسیر زیر می‌توانید به آن دست یابید. در واقع فایل مورد نیاز نصب برای اندنوت ساده شده برای ویندوزهای گوشی‌های تلفن همراه و کامپیوترهای جیبی در زمان نصب برنامه اندنوت اصلی روی رایانه معمولی باز شده و روی سیستم تان ذخیره می‌شود کار با آن مشابه اندنوت رومیزی است، با این تفاوت که نمایی ساده‌تر داشته و برخی از امکانات پیشرفته اندنوت در آن وجود نخواهد داشت. اما به عنوان کتابخانه‌ای که همراه شما باشد، همه منابع شما را شامل خواهد شد.[۱]